# Pametno mesto
Pametno mesto je urbano območje, katerega učinkovito upravljamo s pomočjo informacijskih rešitev, elektronskega zbiranja podatkov, objave odprtih podatkov, senzorjev, podatkovne analitike in drugih ne-IT pristopov. Nadzorniki pametnega mesta podatke zbirajo od državljanov, naprav in sredstev (infrastrukture). Zbrane podatke nadzorniki pametnega mesta obdelujejo, analizirajo in uporabijo za spremljanje in upravljanje prometa in transportnih sistemov, elektrarn, vodovodnega omrežja, upravljanja z odpadki, sodelovanje z organi pregona, informacijskih sistemov, šol, knjižnic, bolnišnic in drugih javnih storitev. Koncept pametnega mesta združuje informacijske in komunikacijske tehnologije (IKT) ter različne fizične naprave, povezane na omrežje (internet stvari), za optimizacijo učinkovitosti mesta in njegovih storitev in povezovanja z državljani. Tehnologije pametnega mesta omogočajo, da lahko mestni uradniki za neposredno komunicirajo s prebivalci in nadzorujejo mestne infrastrukturo. Tako lahko spremljajo, kaj se dogaja v mestu in kako se mesto razvija.

## Informacijske tehnologije in rešitve, povezane s pametnim mestom

### Omrežja
- Mestni WI-FI (Municipal wireless networks)
- Razprostrto omrežje (mesh WIFI)
- Mobilna omrežja: GSM, EDGE, GPRS, 5G
- LoRaWAN

- NFC
- Zigbee, Z-wave
- Thread

### Tehnologije
- Navidezna resničnost
- Internet stvari (IOT - Internet Of Things)
- Množično zazanavanje (Crowdsensing)
- Digitalno kartiranje
- Video nadzor
- Računalništvo v oblaku (Cloud computing)
- Podatkovni center
- Obsežni podatki (Big Data)
- Odprti podatki (Open Data)
- Obogatena resničnost (AR - Augmented Reality)
- Digitalizacija - 3D modeli virtualna realnost 360
- Senzorji in merilniki

### IT sistemi (mini računalniki, krmilniki)
- Raspberry PI
- Arduino
- Informatizacija procesov v pametnih mestih
- Informacijska arhitektura in infrastruktura v pametnih mestih

### Standardi
Pri snovanju pametnih mest standardizacijska organizacija ISO priporoča uporabo sledečih standardov:
- ISO/IEC 37100 (trajnostna mesta in skupnosti)
- ISO/IEC 26000 (družbena odgovornost)
- ISO/IEC 17742 (energetska učinkovitost in izračun prihrankov za države, regije in mesta)
- ISO/IEC 39001 (sistemi za prometno varnost)
- ISO/IEC 24510 (pitna voda in odplake: smernice)
- ISO/IEC 30182 (smernice za podatkovno interoperabilnost pametnih mest)
- ISO/IEC 21972 (IT ontologija za indikatorje pametnih mest)
- ISO/IEC 27550 (IT varnost in zasebnost)
- ISO/IEC 22300 (fizična in virtualna varnost)

### Rešitve za prebivalce
- Glasovanje in participacija
- Avtomatizacija stavb
- Energijsko učinkovite stavbe
- Pametni merilniki
- Pametni števci porabe vode
- Pametna mobilnost
- Pametna cestna infrastruktura
- Rešitve za sodelovanje prebivalcev
- Stanje okolja
- Platforme za glasovanje
- Osebne in zdravstvene informacijske storitve
- Enotni vstopni portali in identitete
- Nadzor stavb (BMS)

### Rešitve za nadzornike
- Oddaljeni nadzor okolja
- Oddaljeni nadzor prometa
- Nadzorni sistemi za infrastrukturo in SCADA sistemi

Rešitve za podjetja
- Povezovalne platforme za podjetja
- Ciljno in lokacijsko oglaševanje

Rešitve za upravljavce pametnih mest
- Sodelovalne platforme
- Geografski informacijski sistemi
- Nadzorni sistem
- Participativni proračun

## Primeri informacijskih rešitev za pametna mesta v Sloveniji

### Maribor
Mestna občina Maribor (MOM) se je na pobude, ki so prišle iz gospodarstva, lokalnih skupnosti ter raziskovalno-razvojnih organizacij odločila, da pristopi h konceptu pametnega mesta. Tako je MOM uspešno kandidirala na projektu UPSIDE v letu 2013 in se je izvajal vse do leta 2016.
Koncept Pametno mesto Maribor - Smart City Maribor predstavlja pomembno zagon k uspešnemu nadaljnjemu razvoju mesta Maribor. Iniciativa je omejena zgolj na sredstva EU, tako je tudi njen nadaljnji razvoj odvisen od uspešnega kandidiranja MOM na razpisih EU. Smart City Maribor gre razumeti kot naslednjo stopnjo razvoja mesta, pri čemer nosi informacijsko-komunikacijska tehnologa  izjemno pomembno vlogo. Smart City Maribor tako omogoča sodelovanje posameznikov in podjetij na štirih področjih:
- pametna mobilnost,
- pametno okolje in energija,
- pametno bivanje in
- urbano načrtovanje in pametno gospodarstvo in sodelovanje.

Pri ocenjevanju najkoristnejših rešitev je potrebno izpostavi dva vidika. Prvi vidik predstavlja vidik občanov za katere so najkoristnejše rešitve, ki pripomorejo k izboljšanju bivalnih razmer in omogočajo aktivno sooblikovanje njihovega življenjskega okolja. Vidik občine pa zajema širši spekter potrebnih rešitev, predvsem jo zanimajo strateške rešitve ki prinašajo nadaljnji razvoj mesta in s tem dvig kvalitete bivanja v mestu. Kot take velja v Mariboru izpostaviti:
- uporabo povratne embalaže na prireditvah,
- brezplačni internet po mestu in na mestnih avtobusih,
- s postavitvijo kolesarnice za 40 koles na Glavni železniški postaji Maribor so uvedli tudi t.i. Bike&Ride sistem hranjenja koles,
- spletni portal in aplikacija Izboljšajmo Maribor – namenjena sprejemanju pobud in vprašanj občanov,
- vzpostavitev [8]Tkalke, ki je bila izbrana za najboljši co-working prostor v Sloveniji v letu 2015,
- vzpostavitev nove kolesarske prometne in neprometne infrastrukture.

### Ljubljana
Dober primer razvoja pametnega mesta je Ljubljana, katero bi lahko opredelili kot eno izmed najpametnejših mest v Sloveniji. V mestu so že v letu 2014 sprejeli in vpeljali strategijo razvoja pametnega mesta Ljubljana, ki že od samega začetka temelji na prilagajanju, načrtovanju, planiranju konceptov ter strateških ciljev, saj so spoznali, da digitalizacija, globalizacija, urbanizacija ter številni drugi poslovno-ekonomski fenomeni konstantno zahtevajo nove inovativne načine za obvladovanje kompleksnosti življenja. Ljubljana obravnava pametno mesto, kot mesto, v katerem podajajo posebni pomen naslednjim elementom in aspektom: 
- obveščanje o novih novosti trajnostnega razvoja in digitalizacije (načrtovanje, planiranje in izvedba projektov je dostopna uporabnikom preko spletne strani ljubljana.si), 
- pomembne značilnosti pametnega mesta so: ustvarjalnost, inovativnost in znanje, ki pomembno vplivajo oz. pripomorejo k samemu razvoju in uspešnosti, 
- pametno upravljanje (sodelovanje, vodenje je povezano s prebivalci in drugimi poslovnimi subjekti), 
- implementacija digitalnih produktov in rešitev (osredotočanje k usmerjenosti oz. prilagoditvi digitalnim spremembam, za izboljšanje kakovosti mestnega življenja),
- v pametnem mestu se osredotočajo na prihodnost (iskanje novih tehnologij, reševanju ključnih družbenih izzivov, vpeljevanju kreativnih rešitev in oblikovanju edinstvenih strategij),  
- pametno okolje (dolgoročna skrb za čisto okolje).
Od začetka razvoja je Ljubljana skrbno in preudarno investirala v obilico različnih inovacij na številnih področjih. Kot take velja v Ljubljani izpostaviti: 
- gospodarski razvoj: digitalne administrativne storitve za prebivalce, lokalne platforme za povezovanje, izboljšanje podatkovnih sistemov, 
- varnost: pametni nadzorovalni sistemi (sistem sledenja vozil LPP), sistemi za zgodnje opozarjanje na naravne katastrofe,
- zdravstvo: tehnologija za nadzor zdravja, pridobivanje informacij v realnem času o kakovosti zraka, interaktivna zvočna instalacija na temo hrupa in zvoka, vzpostavitev simulacijskega centra ZD Ljubljana, 
- energija, voda in odpadki: merjenje porabe energije in odpadkov, brezplačno SMS obveščanje o delih na omrežju toplote in plina Energetike Ljubljana, sistem za spremljanje kakovosti vode, optimizacija poti za odvoz odpadkov,
- mobilnost: pridobivanje informacij o javnem prevozu v realnem času, pametna prometna signalizacija, pametna parkirišča, mobilna aplikacija Visit Ljubljana, spletni portal in aplikacija za oddajanje pobud in komentarjev mestu.  
Spoznali smo, da ima Ljubljana v večini razvite pametne rešitve ter koncepte. Obravnavano mesto se uspešno vključuje v razvoj projektov, kateri so oblikovani na podlagi razvojnih usmeritev, prednostnih kriterijev in razpoložljivih sredstev. V prihodnosti se še bodo naprej posvečali oblikovanju in krepitvi pametnega mesta, saj je prostora za napredek še veliko.

### Koper
Mestna občina Koper ima že dlje časa (od leta 2015)  v načrtih  Strategijo pametnega mesta Koper z naslednjimi bistvenimi cilji:

Prijetno in zdravo bivanje
Strateški cilji:
-Vzpostavitev zdravega okolja,
-Omogočiti kakovost bivanja za vse ciljne socialne skupine, vključno s skupinami s posebnimi potrebami;
-Vključiti prebivalce v upravljanje mesta.
Obravnava strateških ciljev s področja prijetnega in zdravega bivanja (kakovosti bivanja) zahteva v prvi vrsti upoštevanje družbeno-gospodarske in kulturne razsežnosti. SO 1 stremi k zagotavljanju družbenih dobrin, kulturnih, izobraževalnih in zdravstvenih storitev, zagotavljanju ravnovesja med gostoto in strnjenostjo prebivalstva na eni ter kakovostjo življenja v zdravem urbanem okolju na drugi strani za vse ciljne skupine ter ne nazadnje k vzpostavitvi okolja, v katerem so omogočene povezave med prebivalci zgradb in naravnim okoljem.

Mesto priložnosti
Strateški cilji:
-Nuditi poslovne prilike lokalnim podjetjem ter institucijam znanja za razvoj in implementacijo pametnih rešitev v mestno okolje, ki so osnova za njihovo agresivno svetovno trženje;
-Vzpostaviti prijazno okolje za inovacije in razvoj novih tehnologij;
-Preko izobraževanja in kvalifikacij razviti vrhunskost kot osnovi pogoj za pametno mesto .
-Učinkovitost 
Strateški cilji:
-Vpeljati celovit nadzor in upravljanje mesta temelječa na skupni infrastrukturi ter informacijski in komunikacijski tehnologiji;
-Poenostaviti in izboljšati javne storitve;
-Zagotoviti energetsko učinkovitost in samozadostnost, zmanjšanje emisij toplogrednih plinov, rabo obnovljivih virov energije, učinkovito rabo virov, kot so voda, odlaganje odpadkov, emisije ter trajnostno rabo zemljišč, morja, vode ter ostalih naravnih virov;
-Vzpostaviti sistem trajnostne mobilnosti;

Mesto prijazno ljudem, mesto po meri ljudi
-Vzpostaviti območja z "nič hrupa in nič emisijami" (ang. Zero-Emission Zone (ZEZ);
-Omejiti promet z notranjim izgorevanjem v starem mestnem jedru.
Poleg strateških osi, na katere so vezani strateški cilji, so tudi ožje definirani cilji znotraj posameznih vsebinskih področij (upravljanje in nadzor, mobilnost in transport, gospodarstvo in vključena družba, stavbe, okolje, uprava, energetika ter živeti v mestu).

### Kranj
"Mestna občina je v decembru 2016 uvedla prve gradnike pametnega mesta Kranj (javno brezžično  omrežje, mobilna aplikacija v testni (beta) verziji in digitalni informacijski zasloni). S tem je začela dosledno izvajati začrtane cilje Trajnostne urbane strategije. Poleg javnega odprtega omrežja z imenom KRANJopen, ki je pričelo delovati v začetku decembra, je Kranjčanom sedaj na voljo tudi poenotena mobilna aplikacija. Na njej se lahko spremljajo novice in dogodki, ki jih organizirajo MOK, javni zavodi in drugi organizatorji.
Rešitve na področju pametnih mest in skupnosti MOK.
- iKranj (aplikacija za pametna mesta iKranj Arhivirano 2018-03-20 na Wayback Machine.)
- AR Kranj (obogatena resničnost za turistične namene[10] )
- Messenger pogovorni chatbot [11](pogovorni, virtualni robot / asistent Facebook Messenger)

### Tržič
Rešitve na področju pametnih mest in skupnosti občine Tržič.
- odprti podatki
- pametne zgradbe (Primer: Energetski monitoring in avtomatizacija)[12]